# Амлонг, Фёдор Романович
Фёдор Романович Амлонг (нем. Ferdinand Julius Adolf Friedrich Amlong; 17 [29] сентября 1871, Москва — не ранее 1919, Бутырская тюрьма) — русский архитектор немецкого происхождения, представитель романтического модерна. Казанский городовой архитектор (c 1904 года). Жертва красного террора.

## Биография
Родился 17 (29) сентября 1871 года в Москве в семье прусского подданного, вступившего в 1900 году в российское подданство. 
В 1893—1900 годах учился в Петербургской академии художеств, по окончании которой за проект «Гостиница-санаторий на юге» получил звание художника-архитектора и до 1903 года преподавал архитектуру в Казанской художественной школе. Одновременно, в 1902–1903 годах занимал должность архитектора Казанской земской управы. С 1904 года — казанский городовой архитектор.
С 1906 года — страховой агент Казанского отделения страхового общества «Русский Лойд». В 1913 году открыл в доме Соломина-Смолина строительно-техническую контору «Современное зодчество». Владелец кирпично-известкового завода в Казанском уезде.
В октябре 1915 года в связи с обвинением в шпионаже в пользу Пруссии, выдвинутым против жены, был сослан с семьёй в Иркутскую губернию. После революции 1917 года вернулся в Казань и работал до 1919 года в Татарском профессиональном совете.
Весной 1919 года отправлен в Бутырскую тюрьму по обвинению в контрреволюционной деятельности.

## Проекты и постройки

### Казань

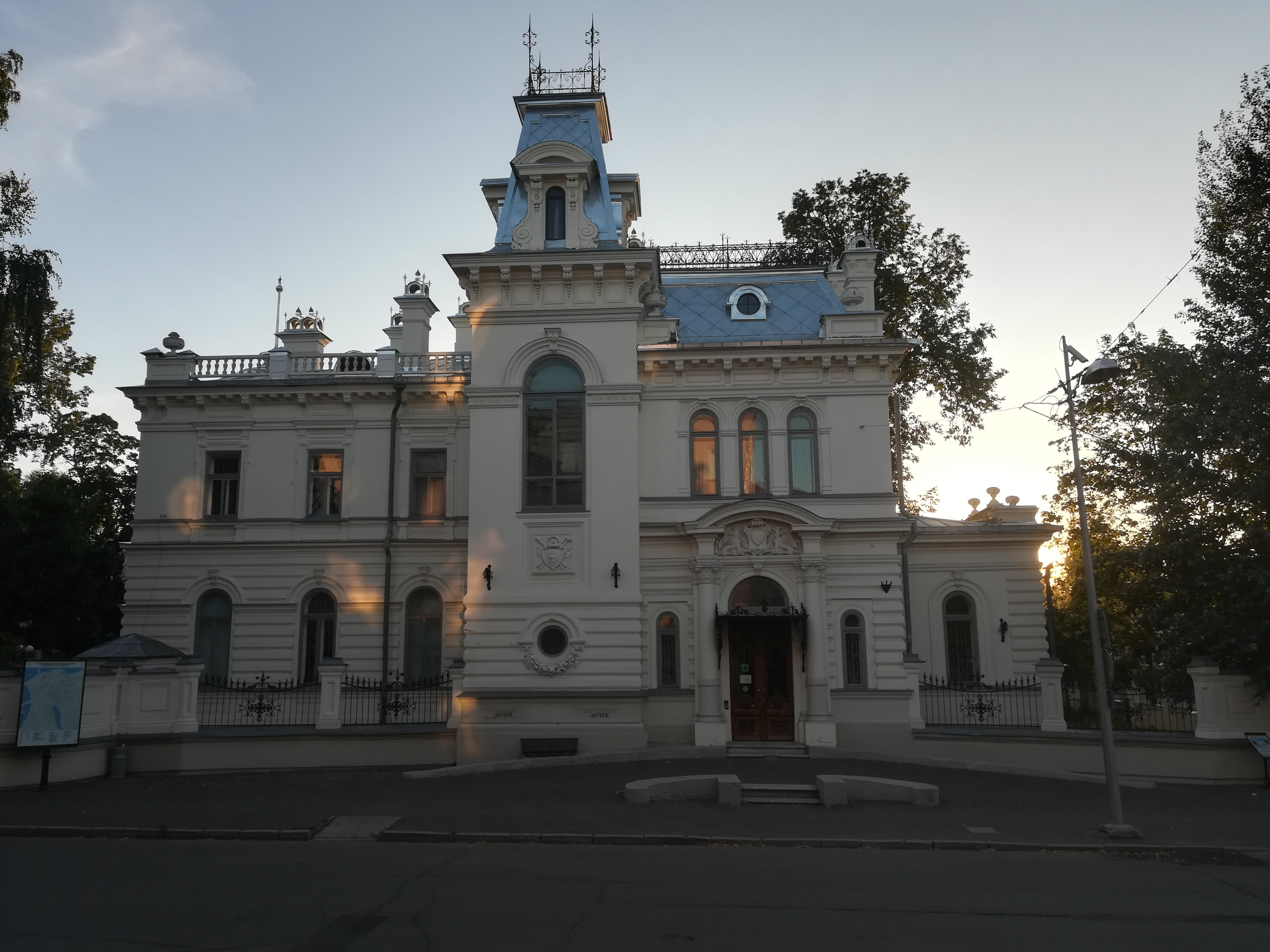
Дом Сандецкого

- дом Шамиля (перестройка, совместно с Г. Б. Рушем). Улица Габдуллы Тукая, 74 (1903)[3];
- Дом Подуруевой[5]. Улица Лобачевского, 10а (1906)[3];
- Дом командующего Казанским военным округом генерал-лейтенанта А. Г. Сандецкого[6] (предположительно[7]). Улица Карла Маркса, 64 (1906)[3];
- Дом П. И. Климова. Улица Достоевского, 6 (1909);
- Татарский театр драмы и комедии имени Карима Тинчурина (реконструкция жилого дома, построенного в 1850 году по проекту архитектора К. А. Скаржинского);

### Москва
- Проект часовни-усыпальницы семьи Амлонг на Введенском кладбище[8].